# (3823) Yorii
(3823) Yorii est un astéroïde de la ceinture principale.

## Description
(3823) Yorii est un astéroïde de la ceinture principale. Il fut découvert le 10 mars 1988 à Yorii par Masaru Arai et Hiroshi Mori. Il présente une orbite caractérisée par un demi-grand axe de 3,06 UA, une excentricité de 0,25 et une inclinaison de 5,5° par rapport à l'écliptique.

## Compléments